# Campionati europei di atletica leggera 1946 - 1500 metri piani
I 1500 metri piani maschili ai campionati europei di atletica leggera 1946 si sono svolti dal 24 al 25 agosto 1946.

## Podio
| Oro     | Lennart Strand Svezia    |
| Argento | Henry Eriksson Svezia    |
| Bronzo  | Erik Jørgensen Danimarca |

### Semifinali
Passano alla finale i primi quattro atleti di ogni batteria (Q).

#### Semifinale 1
| Posizione | Nome                   | Nazionalità      | Tempo  | Note             |
| --------- | ---------------------- | ---------------- | ------ | ---------------- |
| 1         | Lennart Strand         | Svezia           | 3'56"6 | Q                |
| 2         | Sándor Garay           | Ungheria         | 3'56"8 | Q                |
| 3         | Erik Jørgensen         | Danimarca        | 3'57"0 | Q                |
| 4         | Václav Čevona          | Cecoslovacchia   | 3'57"4 | Q                |
| 5         | Aleksandr Pugachevskiy | Unione Sovietica | 3'57"6 |                  |
| 6         | Óskar Jónsson          | Islanda          | 3'58"4 | Record nazionale |
| 7         | Willy Sponberg         | Norvegia         | 3'59"2 |                  |

#### Semifinale 2
| Posizione | Nome             | Nazionalità    | Tempo  | Note |
| --------- | ---------------- | -------------- | ------ | ---- |
| 1         | Henry Eriksson   | Svezia         | 3'54"6 | Q    |
| 2         | Douglas Wilson   | Gran Bretagna  | 3'55"0 | Q    |
| 3         | Paul Messner     | Francia        | 3'58"0 | Q    |
| 4         | Luboš Vomácka    | Cecoslovacchia | 3'58"8 | Q    |
| 5         | Asbjørn Hansen   | Norvegia       | 3'59"0 |      |
| 6         | Walter Lutz      | Svizzera       | 4'04"2 |      |
| 7         | Jan Staniszewski | Polonia        | 4'10"8 |      |

### Finale
| Pos.    | Nome           | Nazionalità    | Tempo  | Note                  |
| ------- | -------------- | -------------- | ------ | --------------------- |
| Oro     | Lennart Strand | Svezia         | 3'48"0 | Record dei campionati |
| Argento | Henry Eriksson | Svezia         | 3'48"8 |                       |
| Bronzo  | Erik Jørgensen | Danimarca      | 3'52"8 |                       |
| 4       | Václav Čevona  | Cecoslovacchia | 3'53"0 | Record nazionale      |
| 5       | Sándor Garay   | Ungheria       | 3'53"0 |                       |
| 6       | Douglas Wilson | Gran Bretagna  | 3'53"2 |                       |
| 7       | Paul Messner   | Francia        | 3'56"6 |                       |
| 8       | Luboš Vomácka  | Cecoslovacchia | 4'07"2 |                       |